# The Unforgiving (Within Temptation)
The Unforgiving is het vijfde studioalbum van de Nederlandse symfonische-metalband Within Temptation. Het is een conceptalbum, dat op 25 maart 2011 door Roadrunner Records en Sony Music werd uitgegeven. De eerste single, getiteld "Faster", werd op 21 januari 2011 uitgebracht. De bijbehorende videoclip, Mother Maiden, een korte film die deel uitmaakt van het concept, ging tien dagen later in première. Het gehele concept bestaat uit een stripreeks, drie korte films en het muziekalbum van Within Temptation, die samen een verhaal vormen. De muziek werd geproduceerd door Daniel Gibson.
De band wilde aanvankelijk muziek maken voor bij een film. Toen het niet lukte een geschikte film te vinden, besloten de muzikanten er zelf een te laten maken. Ze contacteerden stripboektekenaar Romano Molenaar en bedachten vervolgens samen met de Amerikaanse scenarioschrijver Steven O'Connell een verhaal, dat door Molenaar en O'Connell in een stripreeks werd verwerkt. De eerste editie van die reeks heet The Unforgiving: Perdition and Penance.

## Tracklist
| 1.                 | Why Not Me                 | Sharon den Adel, Robert Westerholt            | 0:34 |
| 2.                 | Shot in the Dark           | Adel, Westerholt, Daniel Gibson               | 5:02 |
| 3.                 | In the Middle of the Night | Adel, Westerholt, Gibson                      | 5:11 |
| 4.                 | Faster                     | Adel, Westerholt, Gibson                      | 4:23 |
| 5.                 | Fire and Ice               | Adel, Westerholt, Gibson                      | 3:57 |
| 6.                 | Iron                       | Adel, Westerholt, Gibson                      | 5:41 |
| 7.                 | Where Is the Edge          | Adel, Westerholt, Gibson                      | 3:59 |
| 8.                 | Sinéad                     | Adel, Westerholt, Gibson, Martijn Spierenburg | 4:23 |
| 9.                 | Lost                       | Adel, Westerholt, Gibson                      | 5:14 |
| 10.                | Murder                     | Adel, Westerholt, Gibson                      | 4:16 |
| 11.                | A Demon's Fate             | Adel, Westerholt, Gibson                      | 5:30 |
| 12.                | Stairway to the Skies      | Adel, Westerholt, Gibson, Spierenburg         | 5:32 |
| Totale duur: 53:42 |                            |                                               |      |

## Bezetting
Within Temptation
- Sharon den Adel - zang
- Robert Westerholt - gitaar
- Ruud Jolie - gitaar
- Martijn Spierenburg - keyboard
- Jeroen van Veen - basgitaar

Sessiemuzikanten
- Nicka Hellenberg - drums
- Stefan Helleblad - gitaar
- Dawn Mastin - spoken word

## Hitnoteringen

### NederlandseAlbum Top 100
| Hitnotering: (Week 1 t/m 32) 02-04-2011 t/m 05-11-2011 Hitnotering: (Week 33) 21-01-2012 Hitnotering: (Week 34 t/m 35) 31-03-2012 t/m 07-04-2012 Hitnotering: (Week 36) 21-04-2012 | Hitnotering: (Week 1 t/m 32) 02-04-2011 t/m 05-11-2011 Hitnotering: (Week 33) 21-01-2012 Hitnotering: (Week 34 t/m 35) 31-03-2012 t/m 07-04-2012 Hitnotering: (Week 36) 21-04-2012 | Hitnotering: (Week 1 t/m 32) 02-04-2011 t/m 05-11-2011 Hitnotering: (Week 33) 21-01-2012 Hitnotering: (Week 34 t/m 35) 31-03-2012 t/m 07-04-2012 Hitnotering: (Week 36) 21-04-2012 | Hitnotering: (Week 1 t/m 32) 02-04-2011 t/m 05-11-2011 Hitnotering: (Week 33) 21-01-2012 Hitnotering: (Week 34 t/m 35) 31-03-2012 t/m 07-04-2012 Hitnotering: (Week 36) 21-04-2012 | Hitnotering: (Week 1 t/m 32) 02-04-2011 t/m 05-11-2011 Hitnotering: (Week 33) 21-01-2012 Hitnotering: (Week 34 t/m 35) 31-03-2012 t/m 07-04-2012 Hitnotering: (Week 36) 21-04-2012 | Hitnotering: (Week 1 t/m 32) 02-04-2011 t/m 05-11-2011 Hitnotering: (Week 33) 21-01-2012 Hitnotering: (Week 34 t/m 35) 31-03-2012 t/m 07-04-2012 Hitnotering: (Week 36) 21-04-2012 | Hitnotering: (Week 1 t/m 32) 02-04-2011 t/m 05-11-2011 Hitnotering: (Week 33) 21-01-2012 Hitnotering: (Week 34 t/m 35) 31-03-2012 t/m 07-04-2012 Hitnotering: (Week 36) 21-04-2012 | Hitnotering: (Week 1 t/m 32) 02-04-2011 t/m 05-11-2011 Hitnotering: (Week 33) 21-01-2012 Hitnotering: (Week 34 t/m 35) 31-03-2012 t/m 07-04-2012 Hitnotering: (Week 36) 21-04-2012 | Hitnotering: (Week 1 t/m 32) 02-04-2011 t/m 05-11-2011 Hitnotering: (Week 33) 21-01-2012 Hitnotering: (Week 34 t/m 35) 31-03-2012 t/m 07-04-2012 Hitnotering: (Week 36) 21-04-2012 | Hitnotering: (Week 1 t/m 32) 02-04-2011 t/m 05-11-2011 Hitnotering: (Week 33) 21-01-2012 Hitnotering: (Week 34 t/m 35) 31-03-2012 t/m 07-04-2012 Hitnotering: (Week 36) 21-04-2012 | Hitnotering: (Week 1 t/m 32) 02-04-2011 t/m 05-11-2011 Hitnotering: (Week 33) 21-01-2012 Hitnotering: (Week 34 t/m 35) 31-03-2012 t/m 07-04-2012 Hitnotering: (Week 36) 21-04-2012 | Hitnotering: (Week 1 t/m 32) 02-04-2011 t/m 05-11-2011 Hitnotering: (Week 33) 21-01-2012 Hitnotering: (Week 34 t/m 35) 31-03-2012 t/m 07-04-2012 Hitnotering: (Week 36) 21-04-2012 | Hitnotering: (Week 1 t/m 32) 02-04-2011 t/m 05-11-2011 Hitnotering: (Week 33) 21-01-2012 Hitnotering: (Week 34 t/m 35) 31-03-2012 t/m 07-04-2012 Hitnotering: (Week 36) 21-04-2012 | Hitnotering: (Week 1 t/m 32) 02-04-2011 t/m 05-11-2011 Hitnotering: (Week 33) 21-01-2012 Hitnotering: (Week 34 t/m 35) 31-03-2012 t/m 07-04-2012 Hitnotering: (Week 36) 21-04-2012 | Hitnotering: (Week 1 t/m 32) 02-04-2011 t/m 05-11-2011 Hitnotering: (Week 33) 21-01-2012 Hitnotering: (Week 34 t/m 35) 31-03-2012 t/m 07-04-2012 Hitnotering: (Week 36) 21-04-2012 | Hitnotering: (Week 1 t/m 32) 02-04-2011 t/m 05-11-2011 Hitnotering: (Week 33) 21-01-2012 Hitnotering: (Week 34 t/m 35) 31-03-2012 t/m 07-04-2012 Hitnotering: (Week 36) 21-04-2012 | Hitnotering: (Week 1 t/m 32) 02-04-2011 t/m 05-11-2011 Hitnotering: (Week 33) 21-01-2012 Hitnotering: (Week 34 t/m 35) 31-03-2012 t/m 07-04-2012 Hitnotering: (Week 36) 21-04-2012 | Hitnotering: (Week 1 t/m 32) 02-04-2011 t/m 05-11-2011 Hitnotering: (Week 33) 21-01-2012 Hitnotering: (Week 34 t/m 35) 31-03-2012 t/m 07-04-2012 Hitnotering: (Week 36) 21-04-2012 | Hitnotering: (Week 1 t/m 32) 02-04-2011 t/m 05-11-2011 Hitnotering: (Week 33) 21-01-2012 Hitnotering: (Week 34 t/m 35) 31-03-2012 t/m 07-04-2012 Hitnotering: (Week 36) 21-04-2012 | Hitnotering: (Week 1 t/m 32) 02-04-2011 t/m 05-11-2011 Hitnotering: (Week 33) 21-01-2012 Hitnotering: (Week 34 t/m 35) 31-03-2012 t/m 07-04-2012 Hitnotering: (Week 36) 21-04-2012 | Hitnotering: (Week 1 t/m 32) 02-04-2011 t/m 05-11-2011 Hitnotering: (Week 33) 21-01-2012 Hitnotering: (Week 34 t/m 35) 31-03-2012 t/m 07-04-2012 Hitnotering: (Week 36) 21-04-2012 |
| Week: | 1 | 2 | 3 | 4 | 5 | 6 | 7 | 8 | 9 | 10 | 11 | 12 | 13 | 14 | 15 | 16 | 17 | 18 | 19 | 20 |
| --- | --- | --- | --- | --- | --- | --- | --- | --- | --- | --- | --- | --- | --- | --- | --- | --- | --- | --- | --- | --- |
| Positie: | 2 | 2 | 3 | 6 | 13 | 16 | 16 | 19 | 24 | 24 | 29 | 28 | 43 | 45 | 45 | 54 | 50 | 47 | 51 | 48 |
| Week: | 21 | 22 | 23 | 24 | 25 | 26 | 27 | 28 | 29 | 30 | 31 | 32 | | 33 | | 34 | 35 | | 36 | |
| Positie: | 57 | 62 | 48 | 68 | 68 | 61 | 90 | 71 | 86 | 70 | 84 | 74 | uit | 100 | uit | 100 | 96 | uit | 93 | uit |

### VlaamseUltratop 200Albums
| Hitnotering: (Week 1 t/m 38) 02-04-2011 t/m 17-12-2011 Hitnotering: (Week 39) 19-05-2012 Hitnotering: (Week 40) 02-06-2012 | Hitnotering: (Week 1 t/m 38) 02-04-2011 t/m 17-12-2011 Hitnotering: (Week 39) 19-05-2012 Hitnotering: (Week 40) 02-06-2012 | Hitnotering: (Week 1 t/m 38) 02-04-2011 t/m 17-12-2011 Hitnotering: (Week 39) 19-05-2012 Hitnotering: (Week 40) 02-06-2012 | Hitnotering: (Week 1 t/m 38) 02-04-2011 t/m 17-12-2011 Hitnotering: (Week 39) 19-05-2012 Hitnotering: (Week 40) 02-06-2012 | Hitnotering: (Week 1 t/m 38) 02-04-2011 t/m 17-12-2011 Hitnotering: (Week 39) 19-05-2012 Hitnotering: (Week 40) 02-06-2012 | Hitnotering: (Week 1 t/m 38) 02-04-2011 t/m 17-12-2011 Hitnotering: (Week 39) 19-05-2012 Hitnotering: (Week 40) 02-06-2012 | Hitnotering: (Week 1 t/m 38) 02-04-2011 t/m 17-12-2011 Hitnotering: (Week 39) 19-05-2012 Hitnotering: (Week 40) 02-06-2012 | Hitnotering: (Week 1 t/m 38) 02-04-2011 t/m 17-12-2011 Hitnotering: (Week 39) 19-05-2012 Hitnotering: (Week 40) 02-06-2012 | Hitnotering: (Week 1 t/m 38) 02-04-2011 t/m 17-12-2011 Hitnotering: (Week 39) 19-05-2012 Hitnotering: (Week 40) 02-06-2012 | Hitnotering: (Week 1 t/m 38) 02-04-2011 t/m 17-12-2011 Hitnotering: (Week 39) 19-05-2012 Hitnotering: (Week 40) 02-06-2012 | Hitnotering: (Week 1 t/m 38) 02-04-2011 t/m 17-12-2011 Hitnotering: (Week 39) 19-05-2012 Hitnotering: (Week 40) 02-06-2012 | Hitnotering: (Week 1 t/m 38) 02-04-2011 t/m 17-12-2011 Hitnotering: (Week 39) 19-05-2012 Hitnotering: (Week 40) 02-06-2012 | Hitnotering: (Week 1 t/m 38) 02-04-2011 t/m 17-12-2011 Hitnotering: (Week 39) 19-05-2012 Hitnotering: (Week 40) 02-06-2012 | Hitnotering: (Week 1 t/m 38) 02-04-2011 t/m 17-12-2011 Hitnotering: (Week 39) 19-05-2012 Hitnotering: (Week 40) 02-06-2012 | Hitnotering: (Week 1 t/m 38) 02-04-2011 t/m 17-12-2011 Hitnotering: (Week 39) 19-05-2012 Hitnotering: (Week 40) 02-06-2012 | Hitnotering: (Week 1 t/m 38) 02-04-2011 t/m 17-12-2011 Hitnotering: (Week 39) 19-05-2012 Hitnotering: (Week 40) 02-06-2012 | Hitnotering: (Week 1 t/m 38) 02-04-2011 t/m 17-12-2011 Hitnotering: (Week 39) 19-05-2012 Hitnotering: (Week 40) 02-06-2012 | Hitnotering: (Week 1 t/m 38) 02-04-2011 t/m 17-12-2011 Hitnotering: (Week 39) 19-05-2012 Hitnotering: (Week 40) 02-06-2012 | Hitnotering: (Week 1 t/m 38) 02-04-2011 t/m 17-12-2011 Hitnotering: (Week 39) 19-05-2012 Hitnotering: (Week 40) 02-06-2012 | Hitnotering: (Week 1 t/m 38) 02-04-2011 t/m 17-12-2011 Hitnotering: (Week 39) 19-05-2012 Hitnotering: (Week 40) 02-06-2012 | Hitnotering: (Week 1 t/m 38) 02-04-2011 t/m 17-12-2011 Hitnotering: (Week 39) 19-05-2012 Hitnotering: (Week 40) 02-06-2012 | Hitnotering: (Week 1 t/m 38) 02-04-2011 t/m 17-12-2011 Hitnotering: (Week 39) 19-05-2012 Hitnotering: (Week 40) 02-06-2012 | Hitnotering: (Week 1 t/m 38) 02-04-2011 t/m 17-12-2011 Hitnotering: (Week 39) 19-05-2012 Hitnotering: (Week 40) 02-06-2012 |
| Week: | 1 | 2 | 3 | 4 | 5 | 6 | 7 | 8 | 9 | 10 | 11 | 12 | 13 | 14 | 15 | 16 | 17 | 18 | 19 | 20 | 21 | 22 |
| --- | --- | --- | --- | --- | --- | --- | --- | --- | --- | --- | --- | --- | --- | --- | --- | --- | --- | --- | --- | --- | --- | --- |
| Positie: | 5 | 3 | 12 | 16 | 20 | 32 | 31 | 43 | 39 | 44 | 48 | 44 | 50 | 57 | 61 | 58 | 60 | 51 | 74 | 80 | 64 | 68 |
| Week: | 23 | 24 | 25 | 26 | 27 | 28 | 29 | 30 | 31 | 32 | 33 | 34 | 35 | 36 | 37 | 38 | | 39 | | 40 | | |
| Positie: | 91 | 88 | 83 | 99 | 75 | 25 | 10 | 19 | 18 | 37 | 41 | 45 | 56 | 82 | 87 | 93 | uit | 151 | uit | 195 | uit | |